# باشگاه ورزشی پولونیا بیتوم
پولونیا بیتوم یک باشگاه فوتبال لهستانی در بیتوم است. این تیم دو بار قهرمان لیگ برتر لهستان شده است و هم‌اکنون در لیگ دسته سوم لهستان بازی می‌کند.

## تاریخچه

### شروع

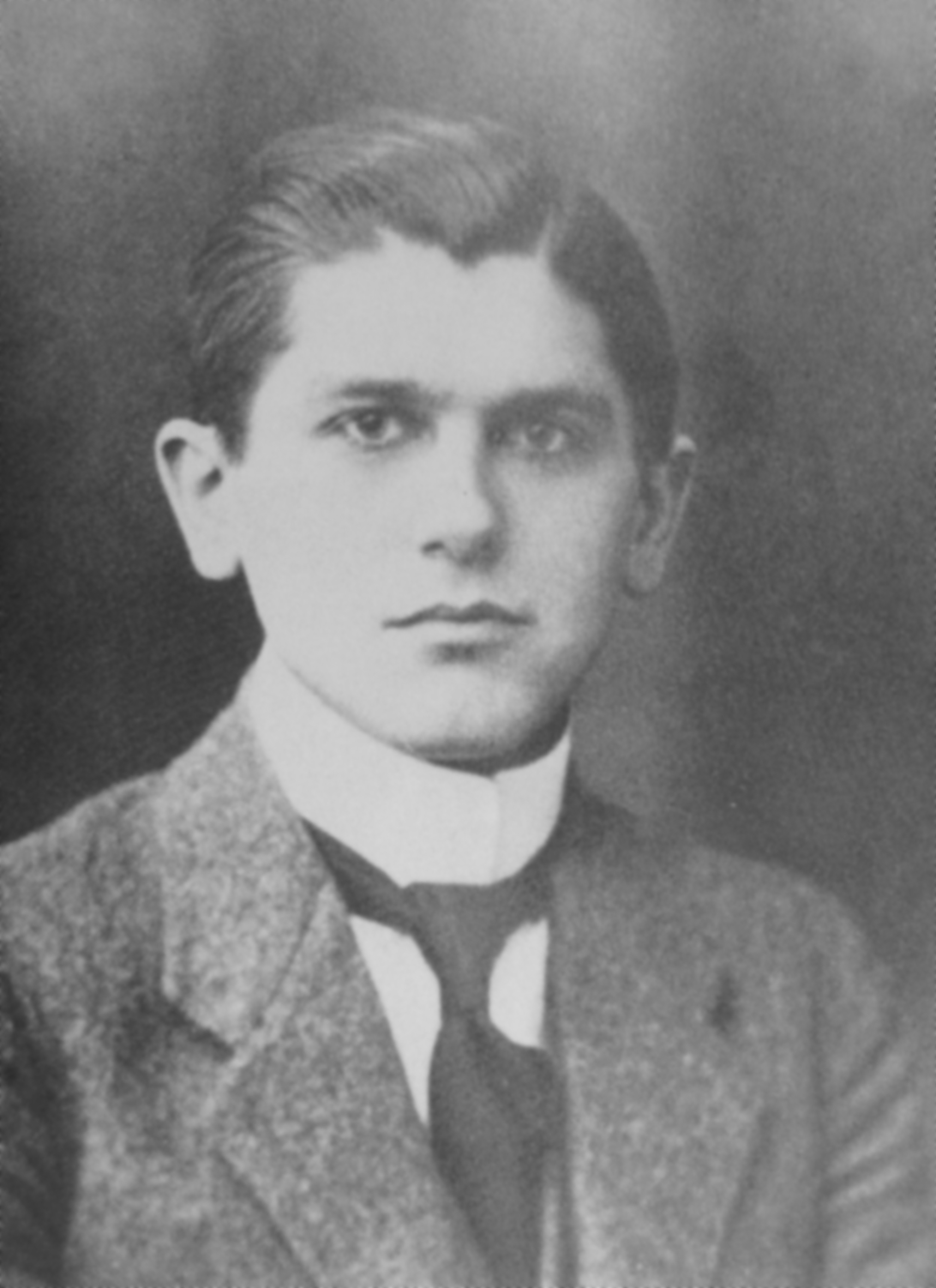
ادموند گرابیانوفسکی، یکی از بنیانگذاران و اولین رئیس هیئت مدیره پولونیا بیتوم

پولونیا در ۴ ژانویه ۱۹۲۰ در شهر بیتوم سیلزی علیا، در طول ماه‌های پرتلاطم شورش‌های سیلزی تأسیس شد. با این حال، در اواخر سال ۱۹۲۲، در نتیجه همه‌پرسی سیلزی علیا، بیتوم بخشی از آلمان باقی ماند و باشگاه دیگر وجود نداشت.
در ماه مه ۱۹۴۵، تعداد زیادی از بازیکنان و مقامات یک باشگاه دیگر لهستانی به نام پوگون لویو به بیتوم رسیدند و تصمیم گرفتند پولونیا را احیا کنند. در ۱۷ مه ۱۹۴۵، این تیم اولین بازی خود را در بیش از دو دهه انجام داد و وارتا پوزنان را ۳–۲ شکست داد.
پولونیا ادامه پوگون لویو در نظر گرفته می‌شود. لوگوی آن بسیار شبیه به لوگوی تیم لوو و همچنین رنگ‌های قرمز-آبی آنها است.

### دهه‌های ۱۹۵۰ و ۱۹۶۰
پولونیا در دهه‌های ۱۹۵۰ و ۱۹۶۰، زمانی که یکی از تیم‌های برتر لهستان بود، به بزرگترین موفقیت دست یافت. این تیم دو بار در سال‌های ۱۹۵۴ و ۱۹۶۲ قهرمان لهستان شده است. در سال‌های ۱۹۵۲، ۱۹۵۸، ۱۹۵۹و ۱۹۶۱ پولونیا بیتوم نایب قهرمان لهستان بود. این تیم در سال ۱۹۶۴ به فینال جام حذفی لهستان رسید. در جام اینترتوتو عملکرد خوبی داشت و در فصل ۶۴–۱۹۶۳ پس از شکست دادن تیم‌هایی مانند ستاره سرخ بلگراد، سمپدوریا و اودرا اوپول، به فینال رسید. این تیم، جام را در فصل ۵۴–۱۹۶۴ پس از شکست دادن تیم‌هایی مانند لانس، شالکه، لیژ و لوکوموتیو لایپزیگ به دست آورد. پولونیا همچنین در سال ۱۹۶۵ لیگ بین‌المللی فوتبال را به دست آورد و در فصل‌های ۶۶–۱۹۶۵و ۶۹–۱۹۶۸ در لیگ لهستان سوم شد.
در آن دوره، ادوارد شیمکویاک، بازیکن بین‌المللی و دروازه‌بان لهستانی برای پولونیا بازی می‌کرد. ورزشگاه باشگاه به نام او نامگذاری شده و گنجایش ۵،۵۰۰ تماشاگر را دارد.

### زمان فعلی
در ژوئن ۲۰۰۷، پولونیا بیتوم، پس از سال‌ها، به لیگ برتر لهستان بازگشت. با این حال، در سال ۲۰۱۱، باشگاه پس از پایان یافتن در انتهای جدول با تنها ۶ پیروزی در تمام فصل، به لیگ دسته اول سقوط کرد.

## افتخارات

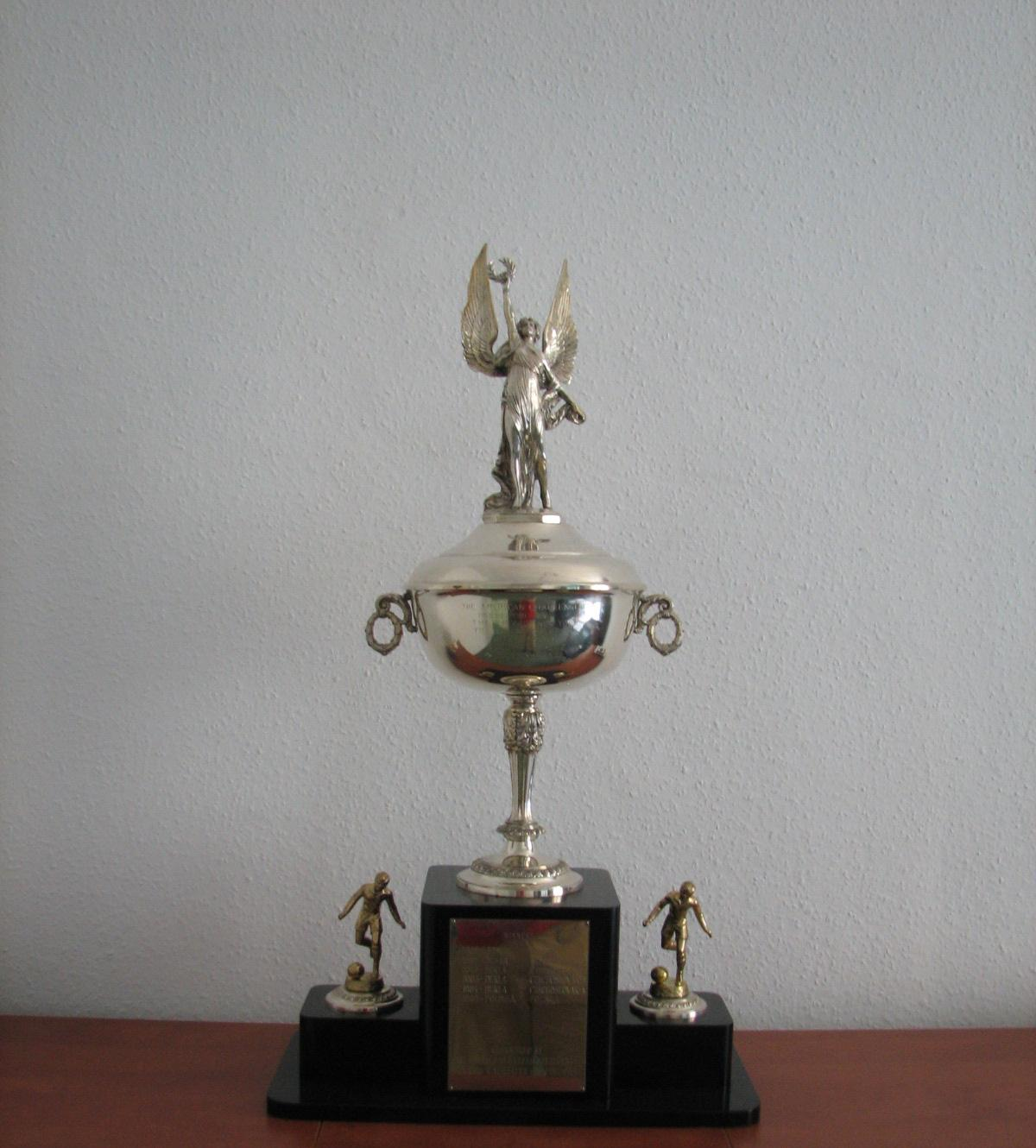
جام چلنج کاپ آمریکا که پولونیا بیتون آن را برد

### داخلی
- لیگ برتر لهستان
  - قهرمانی (۲): ۱۹۵۴، ۱۹۶۲
  - نایب قهرمانی (۴): ۱۹۵۲، ۱۹۵۸، ۱۹۵۹، ۱۹۶۱
- جام حذفی
  - نایب قهرمانی (۳): ۶۵–۱۹۶۳، ۷۳–۱۹۷۲، ۷۷–۱۹۷۶

### قاره‌ای
- جام اینترتوتو
  - قهرمانی (۱): ۶۵–۱۹۶۴
  - نایب قهرمانی (۱): ۶۴–۱۹۶۳
- لیگ بین‌المللی فوتبال
  - قهرمانی (۱): ۱۹۶۵